# Scybalocanthon uniplagiatus
Scybalocanthon uniplagiatus – rodzaj chrząszczy z rodziny poświętnikowatych i podrodziny Scarabaeinae. 

## Taksonomia
Gatunek ten opisany został po raz pierwszy w 1922 roku przez Adolfa Schmidta na łamach „Archiv für Naturgeschichte” pod nazwą Canthon uniplagiatus. Jako lokalizację typową wskazano Amazonię. Do rodzaju Scybalocanthon przeniesiony został w 1967 roku przez Francisca Silvéria Pereirę.

## Morfologia
Chrząszcz o ciele długości od 8,5 do 10,3 mm, w zarysie podługowato-owalnym, matowym wskutek mikroziarenkowania. Głowa jest ciemnobrązowa, o nadustku zaopatrzonym w dwa małe, trójkątne, pośrodkowe ząbki na krawędzi przedniej. Przedplecze jest żółte do jasnobrązowego, zwykle z eliptyczną, brązową plamką w części środkowo-przedniej.  Jego przednie naroża mają kąt 85°, a brzegi boczne są regularnie zakrzywione. Ciemnobrązowe pokrywy mają wąskie, błyszczące, niewyraźnie punktowane rzędy, z których ósmy na przedzie ma żeberko. Hypomery są głównie żółte lub jasnobrązowe. Ciemnobrązową barwę mają przedpiersie, śródpiersie i mezoepisternity, a żółtą lub jasnobrązową metepisternity, zapiersie, spód odwłoka i pygidium. Odnóża są ciemnobrązowe z żółtymi lub jasnobrązowymi udami.
Genitalia samca mają silnie niesymetryczne paramery – prawa ma krawędź grzbietową zakrzywioną dowewnętrznie, krawędź brzuszną prawie prostą z okrągłym wykrojeniem u podstawy, a wierzchołek ukośnie ścięty, lewa natomiast ma krawędź grzbietową zakrzywioną dowewnętrznie w części nasadowej i środkowej oraz zaopatrzoną w krótki i spiczasty wyrostek w części wierzchołkowej, a krawędź brzuszną prawie prostą z dwupłatowym, zajmującym ⅓ długości wykrojeniem u podstawy i zaostrzonym szczytem. W endofallusie występuje okrągły zaokrągloną rączką skleryt peryferyjny górny prawy, krótki, przecinkowaty skleryt peryferyjny frontolateralny z trzema grupami szczecinek tuż za nim oraz naprzeciwległe i podłużne skleryty osiowy i podosiowy; brak jest sklerytu dodatkowego.

## Ekologia i występowanie
Owad ten zasiedla pierwotne i wtórne lasy równikowe. Osobniki dorosłe żerują na odchodach ssaków, w tym ludzi.
Gatunek neotropikalny, endemiczny dla Brazylii, znany ze stanów Acre, Amazonas, Mato Grosso, Rondônia i Pará.